# 堪察加人
堪察達爾人（俄語：камчадалы，羅馬化：Kamchadaly，字面意思是堪察加人）是俄羅斯堪察加州一眾堪察加半島原有民族的統稱，包括了伊捷尔缅族、科里亚克人和楚凡人。他們都融入了俄羅斯人。現在那些18世紀至19世紀俄羅斯族混血定居者的後裔都享有“堪察加人”的稱呼。堪察加人講俄語，帶有堪察加土著語言的方言。堪察加人從事皮草貿易、捕魚、園藝農業和酪農業，屬於俄羅斯東正教信仰。
伊捷尔缅族在一定程度上影響了俄羅斯堪察加人的起源和文化，而科里亚克人和楚凡人的影響較少。在以前，所有堪察加人族群都被稱為伊捷爾緬族。

## 歷史
1875年《庫頁島千島交換條約》以後，日本獲得堪察加半島以南的整個千島群島的主權，而居住在群島裡面的阿伊努族也人隨地歸交給日本。但是有83名北千島群島阿伊努人希望留在俄羅斯，於是去了堪察加半島，在1877年9月18日到達堪察加彼得罗巴甫洛夫斯克。他們拒絕俄羅斯政府要求遷往科曼多爾群島的保護區，最終於1881年與官員達成協議，讓阿伊努人在堪察加半島的一條村莊居住。1881年3月，他們徒步出發，離開彼得巴夫洛夫斯克，四個月後到達他們的新家園。後來他們又多建立了一個村落。到了蘇聯時期，兩條村也遭到強拆，村民被迫移居到烏斯季博利舍列茨克區一個俄羅斯人為主的鄉村聚居地。因為通婚，三個民族融合形成堪察加人社區。
千島群島堪察加人和俄羅斯的阿伊努族一直爭取著官方承認，因為阿伊努族並沒有被正式列為居住於俄羅斯的民族，有部分人還會被劃歸入堪察加人。